# Liste der Wappen im Landkreis Gotha
Diese Liste erfasst die Wappen der Städte und Gemeinden des Landkreises Gotha in Thüringen (Deutschland) sowie Wappen von heutigen Ortsteilen.
Die Orte sind alphabetisch geordnet.

Wappen des Landkreises Gotha
Der Landkreis Gotha in Thüringen
Der Landkreis Gotha in Deutschland

## Städte und Gemeinden
Folgende Gemeinden führen kein Wappen:
- Bienstädt
- Hörsel
- Tröchtelborn
- Zimmernsupra

- Gemeinde
Bad Tabarz[1]
- Gemeinde
Dachwig
- Gemeinde
Döllstädt
- Landgemeinde
Drei Gleichen
- Gemeinde
Emleben[2]
- Gemeinde
Eschenbergen
- Stadt
Friedrichroda[3]
- Gemeinde
Friemar
- Landgemeinde
Georgenthal[4]
- Gemeinde
Gierstädt
- Kreisstadt
Gotha[5]
- Gemeinde
Großfahner
- Gemeinde
Luisenthal
- Gemeinde
Molschleben
- Landgemeinde
Nesse-Apfelstädt
- Landgemeinde
 Nessetal[6]
- Gemeinde
Nottleben
- Stadt
Ohrdruf[7]
- Gemeinde
Pferdingsleben
- Gemeinde
Schwabhausen
- Gemeinde
Sonneborn
- Stadt Tambach-Dietharz
- Gemeinde
Tonna[8]
- Gemeinde
Tüttleben
- Stadt
Waltershausen

## Ehemalige Städte und Gemeinden

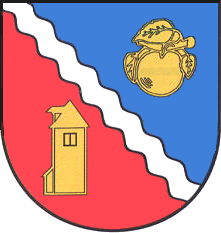
Landgemeinde Nesse-Apfelstädt Ortsteil Apfelstädt
Landgemeinde Hörsel Ortsteil Aspach
Landgemeinde Nessetal Ortsteil Ballstädt
Landgemeinde Nessetal Ortsteil Bufleben
Stadt Ohrdruf Ortsteil Crawinkel[9]
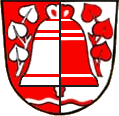
Landgemeinde Hörsel Ortsteil Ebenheim
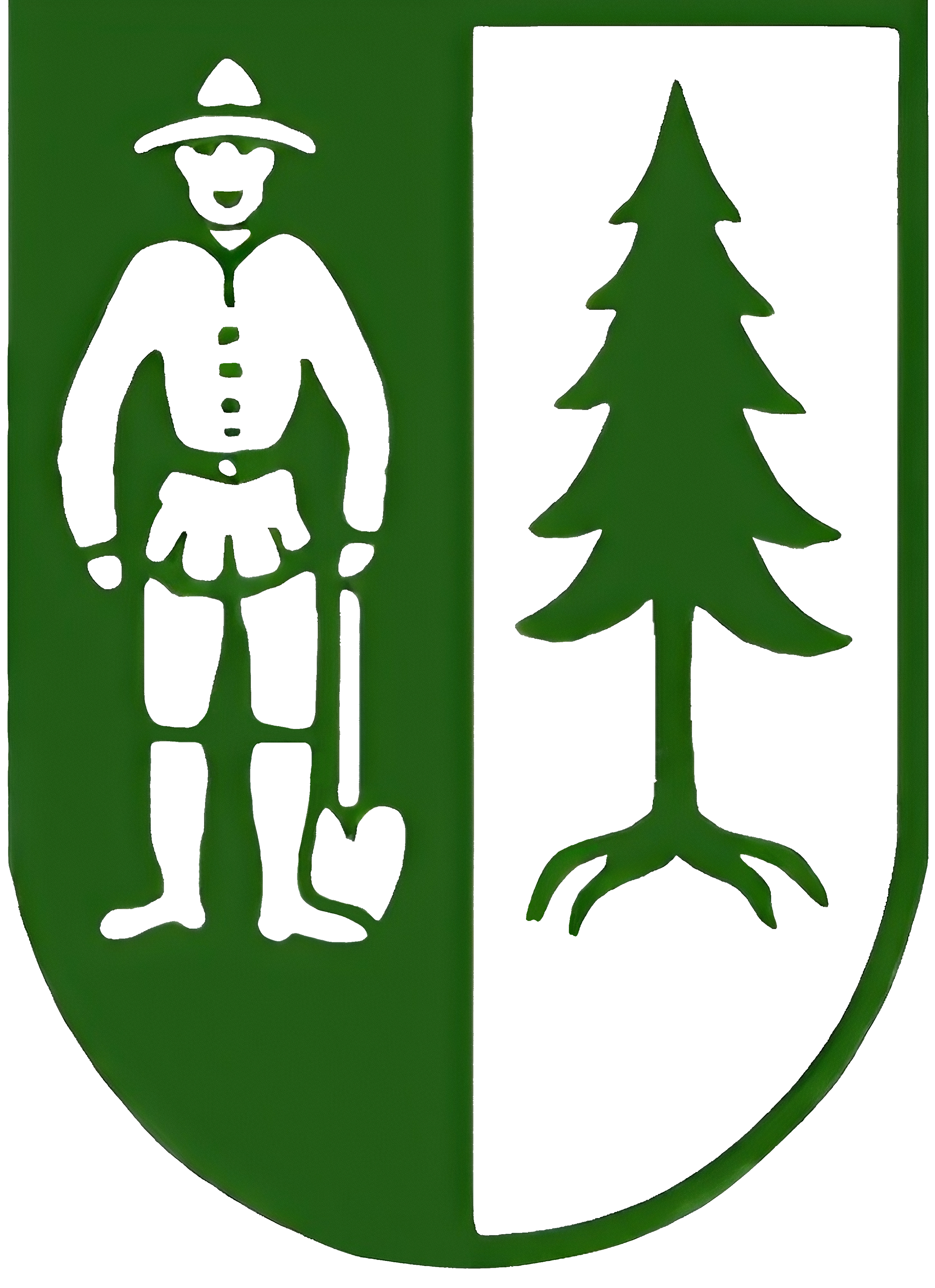
Stadt Friedrichroda Ortsteil Ernstroda
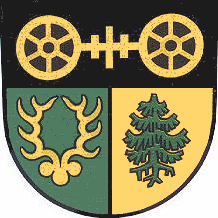
Stadt Friedrichroda Ortsteil Finsterbergen
Landgemeinde Nessetal Ortsteil Friedrichswerth
Landgemeinde Hörsel Ortsteil Fröttstädt
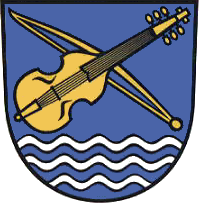
Landgemeinde Nesse-Apfelstädt Ortsteil Gamstädt
Landgemeinde Nessetal Ortsteil Goldbach
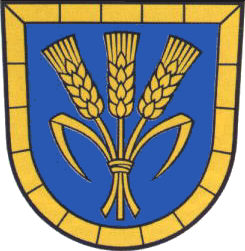
Landgemeinde Drei Gleichen Ortsteil Grabsleben
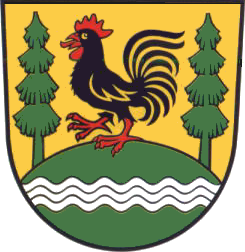
Stadt Ohrdruf Ortsteil Gräfenhain
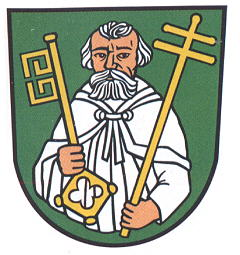
Landgemeinde Drei Gleichen Ortsteil Günthersleben
Landgemeinde Georgenthal Ortsteil Herrenhof
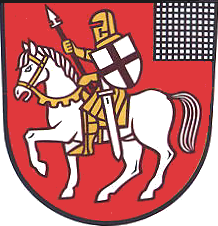
Landgemeinde Georgenthal Ortsteil Hohenkirchen
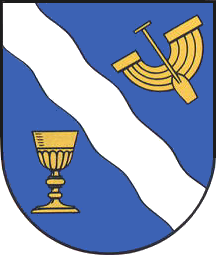
Landgemeinde Hörsel Ortsteil Hörselgau
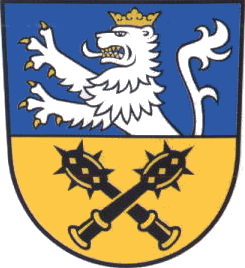
Landgemeinde Nesse-Apfelstädt Ortsteil Ingersleben
Landgemeinde Hörsel Ortsteil Laucha
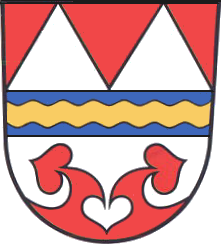
Landgemeinde Hörsel Ortsteil Mechterstädt
Landgemeinde Hörsel Ortsteil Metebach
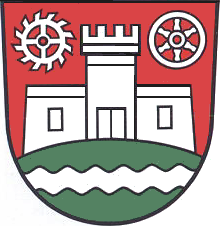
Landgemeinde Drei Gleichen Ortsteil Mühlberg
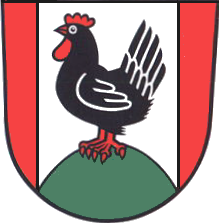
Landgemeinde Georgenthal Ortsteil Nauendorf
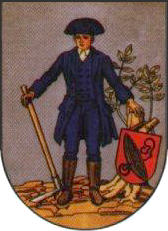
Landgemeinde Nesse-Apfelstädt Ortsteil Neudietendorf
Landgemeinde Georgenthal Ortsteil Petriroda[13]

Gemeinde Bad Tabarz
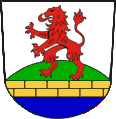
Gemeinde Drei Gleichen Ortsteil Seebergen
Landgemeinde Hörsel Ortsteil Teutleben
Landgemeinde Hörsel Ortsteil Trügleben
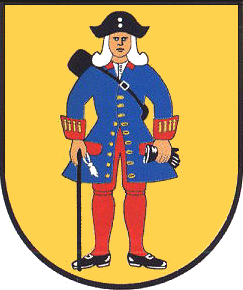
Gemeinde Drei Gleichen Ortsteil Wandersleben
Landgemeinde Nessetal Ortsteil Wangenheim
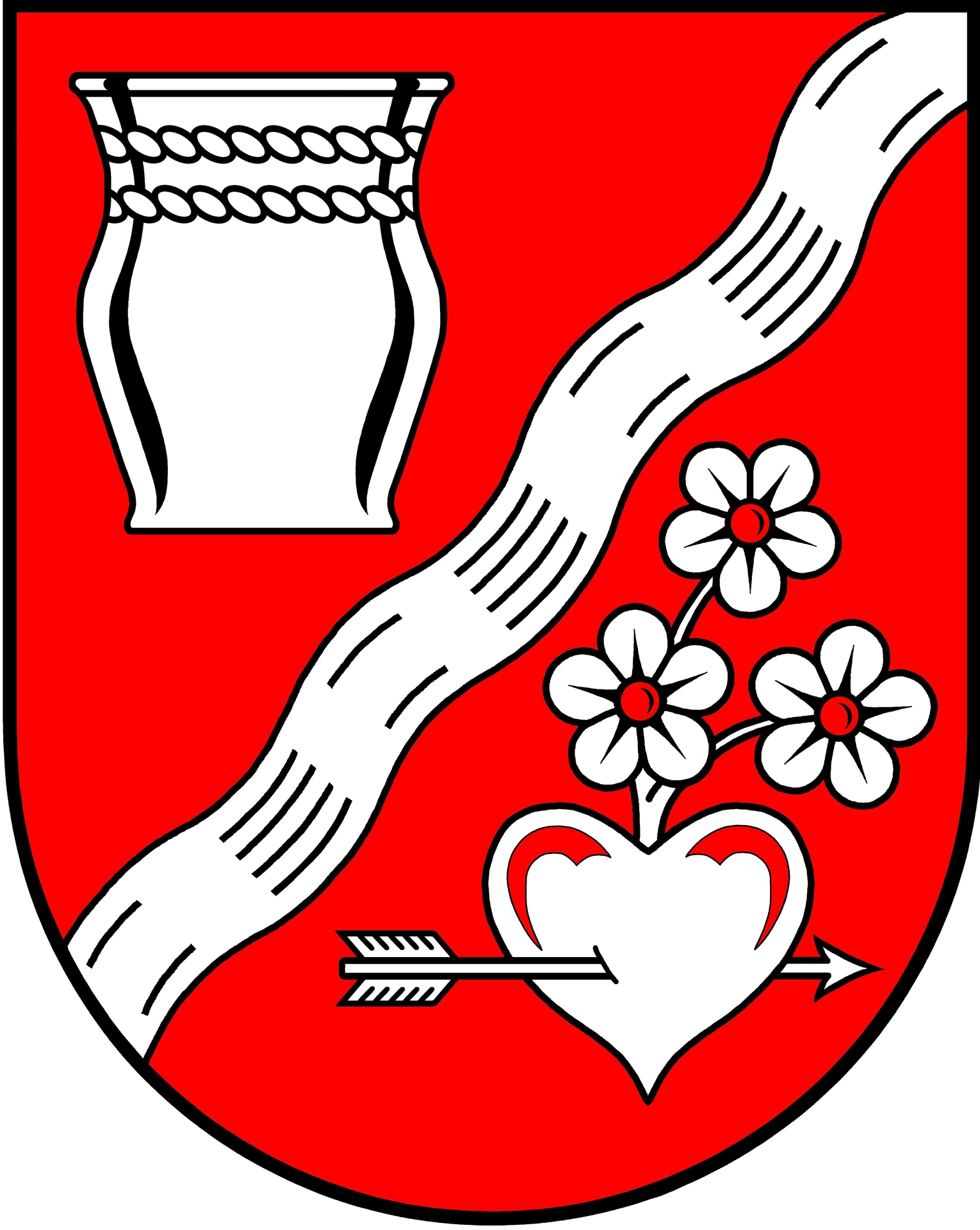
Landgemeinde Nessetal Ortsteil Warza
Landgemeinde Hörsel Ortsteil Weingarten
Landgemeinde Nessetal Ortsteil Westhausen
Stadt Ohrdruf Ortsteil Wölfis
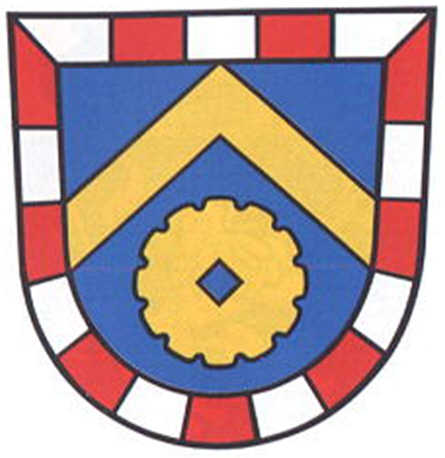
Gemeinde Drei Gleichen
Ortsteil Seebergen
- Landgemeinde Hörsel
Ortsteil Teutleben
- Landgemeinde Hörsel
Ortsteil Trügleben
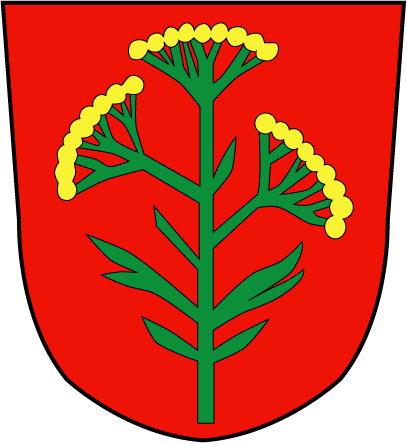
Gemeinde Drei Gleichen Ortsteil Wandersleben
Landgemeinde Drei Gleichen
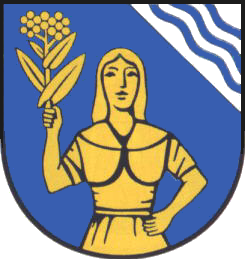
Gemeinde Emleben
Gemeinde Eschenbergen

- Landgemeinde Nessetal
Ortsteil Wangenheim[14]
- Landgemeinde Nessetal
Ortsteil Warza
- Landgemeinde Hörsel
Ortsteil Weingarten
- Landgemeinde Nessetal
Ortsteil Westhausen
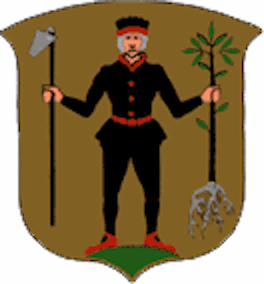
Stadt Ohrdruf
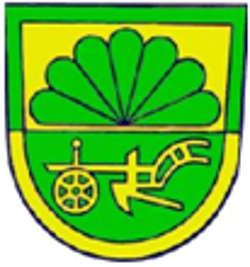
Gemeinde Friemar
Landgemeinde Georgenthal
Gemeinde Gierstädt
Kreisstadt Gotha
Gemeinde Großfahner
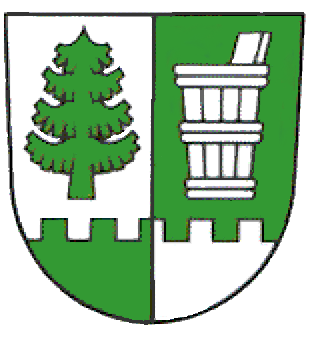
Gemeinde Luisenthal
Gemeinde Molschleben
Landgemeinde Nesse-Apfelstädt
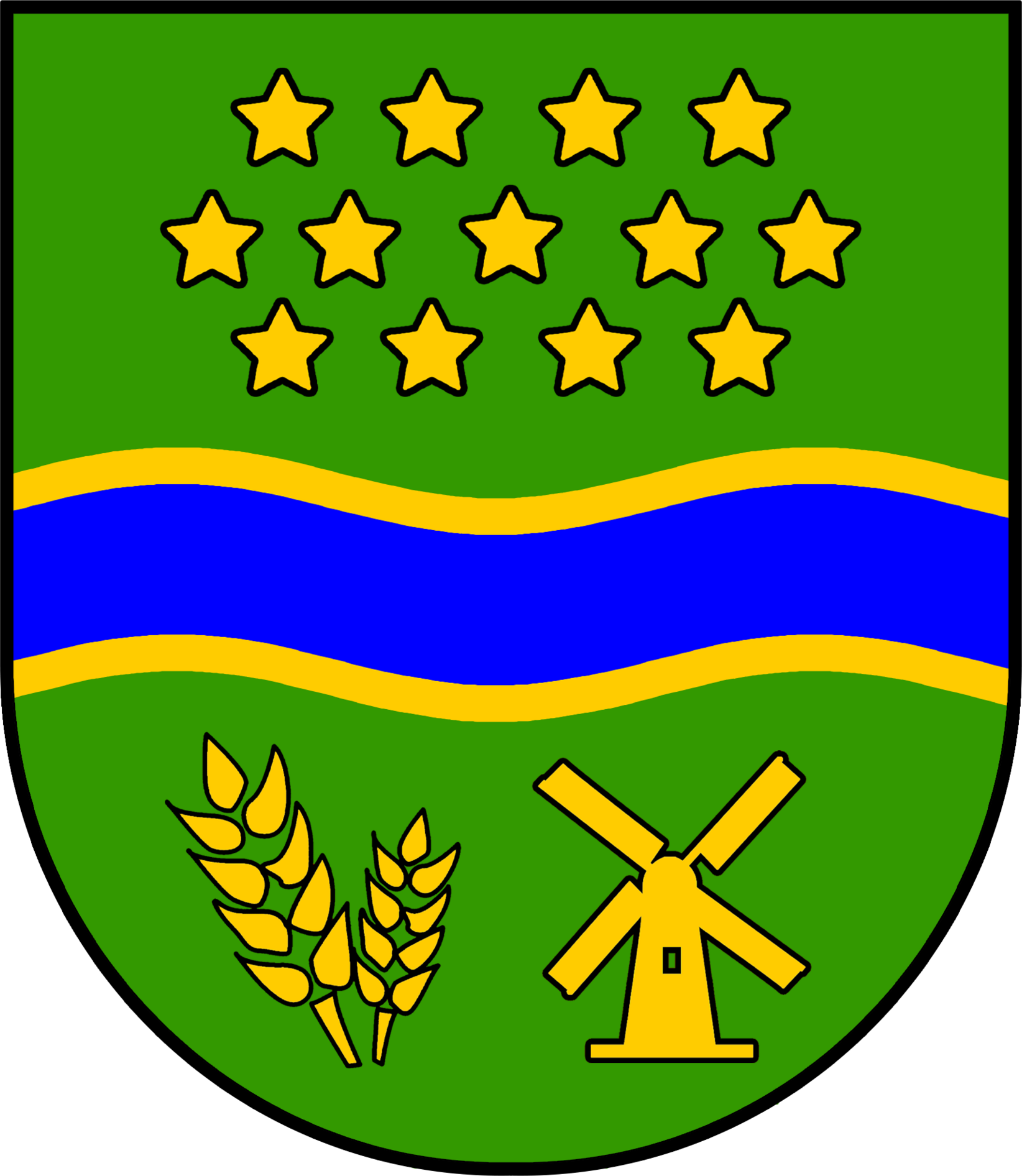
Landgemeinde Nessetal
Gemeinde Nottleben
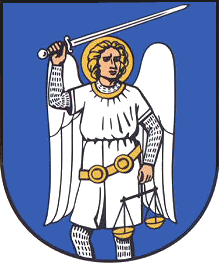
Stadt Ohrdruf
Gemeinde Pferdingsleben
Gemeinde Schwabhausen
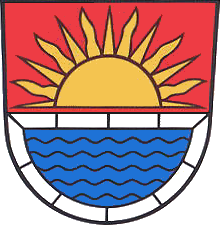
Gemeinde Sonneborn
Stadt Tambach-Dietharz
Gemeinde Tonna
Gemeinde Tüttleben
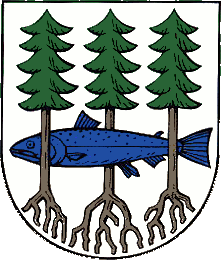
Stadt Waltershausen
Ortsteil Wölfis

## Ehemalige Gemeinden mit eigenem Wappen

Gemeinde Emsetal
Gemeinde Günthersleben-Wechmar
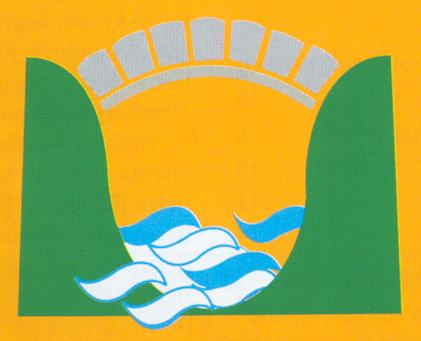
Gemeinde Leinatal